# Кременецькі катальпи
Кремене́цькі ката́льпи — втрачена ботанічна пам'ятка природи місцевого значення в Україні.

## Розташування
Кременецькі катальпи зростали на вулиці Тараса Шевченка в місті Кременці.

## Пам'ятка
Екзотичні дерева були оголошені об'єктом природно-заповідного фонду рішенням виконкому Тернопільської обласної ради від 21 грудня 1974 № 554.
У зв'язку із втратою естетичної цінності та біологічної стійкості дерево «Катальпа № 2» зрізане, 17 червня 2004 обласна рада ухвалила рішення скасувати статус цієї ботанічної пам'ятки природи місцевого значення.
Перебували у віданні Кременецького житлово-комунального комбінату.

## Характеристика
Площа — 0,01 і 0,03 га.
Під охороною — катальпи бігнонієвидні віком по 80 р., діаметром 72 і 60 см та висотою 11 м, що мають велику науково-пізнавальну й естетичну цінність. Батьківщина — Північна Америка.
Цінні в садово-парковому будівництві.